# رادهوستیتسه
رادهوستیتسه (به چکی: Radhostice) یک منطقهٔ مسکونی در جمهوری چک است که در ناحیه پراخاتیتسه واقع شده‌است. رادهوستیتسه ۱۰٫۳۹ کیلومتر مربع مساحت و ۱۷۵ نفر جمعیت دارد و ۷۷۰ متر بالاتر از سطح دریا واقع شده‌است.